# Goniomma compressisquama
Goniomma compressisquama es una hormiga del género Goniomma endémica del paraje natural de Punta Entinas-Sabinar, provincia de Almería, Andalucía, España. Biología desconocida.

## Descripción
Se diferencia fundamentalmente de otras especies del género Goniomma por su peciolo escamiforme, especialmente aplastado antero-posteriormente.

## Distribución y hábitat
Localizada en el Paraje Natural de Punta Entinas, cerca del faro de Sabinal y al este de Punta Entinas, El Ejido (Almería). Vive en zonas arenosas con escasa vegetación. Algún autor la cita en Tabernas. La población parece escasa.
En marzo de 2012 el Consejo de Gobierno de la Junta de Andalucía dictó normas para la protección de 35 especies particularmente vulnerables, entre ellas la Goniomma compressisquama.